# Loft buro
loft buro — українська студія архітектури та дизайну, головний офіс якої розташований в Києві. Заснована у 2001 році архітектором Олегом Волосовським та Оленою Логвинець.

## Історія
Олег Волосовський народився в Києві. Після закінчення Національної академії образотворчого мистецтва і архітектури (НАОМА) отримав досвід роботи художником-постановником у театрі Романа Віктюка, а після цього — можливість проєктувати простори для телевізійних реаліті-шоу «На ножах», «За склом», «Пекельна кухня». Також оформляв сцени Національного палацу мистецтв «Україна» та Національного академічного театру опери та балету України ім. Т. Г. Шевченка. У 2001 році разом із дружиною Оленою Логвинець заснували студію loft buro.
Студія спеціалізується на проєктуванні житлових і громадських будівель, індивідуального житла та дизайні інтер’єрів у стилі «колоніальний лофт».
Роботи студії друкуються у світових виданнях: ELLE, ArchDaily, designboom та інших. 
У 2023 році проєкти loft buro увійшли до книги UkraineRising, яка репрезентує досягнення 70 українських митців у різних галузях. В 2024 році — книгу Tasteful. Обидві від видавництва gestalten (Німеччина).
Проєкти номінуються на участь у національних та світових преміях: Dezeen Awards, Frame Awards, SBID, Restaurant&Bar Design Awards, Art Space.
Після початку повномасштабного вторгнення Росії в Україну студія також працює над розробкою соціальних проєктів, спрямованих на підтримку співгромадян, серед яких — модульне житло для переселенців і житлові модулі для облаштування побуту.

### Обрані реалізовані проєкти студії
- Мистецько-гастрономічний простір «Остання Барикада» (Київ, Україна, 2016)
- Ресторан Chicken Kyiv (Київ, Україна, 2017)[15]
- Ресторан Mur Mur (Київ, Україна, 2017)[16]
- Ресторан Chi (Київ, Україна, 2016)
- Ресторан Tin Tin (Київ, Україна, 2017)[17]
- Ресторан Marokana (Київ, Україна, 2019)[18]
- Ресторан Ugli (Київ, Україна, 2020)[19]
- Приватні апартаменти Hayloft (Київ, Україна, 2020)[20]
- Кав'ярня та цех для обсмажування кави Fresh Black (Київ, Україна, 2021)[12]
- Приватне шале Enjoy the Silence (Київ, Україна, 2022)[6]
- Приватні апартаменти East-West (Київ, Україна, 2023)[21]
- Відновлення вітряка ХІХ століття з Херсонщини (Національний музей народної архітектури та побуту України, 2024)[22]